# 籠中鳥 (電影)
《籠中鳥》(농중조)是一部1926年的朝鲜半岛电影，由羅雲奎主演。

## 劇情
描述一對戀人被女方的父母硬生生拆散、女主角更被鎖在她家的故事。

## 外部連結
- . The Korean Film Archive (KOFA).   [2007-05-04]. （原始内容存档于2016-03-03）. 外部链接存在于|work= (帮助)